# Вроцанка (Кросненський повіт)
Вроцанка (пол. Wrocanka) — село в Польщі, у гміні Мейсце-П'ястове Кросненського повіту Підкарпатського воєводства.
Населення — 1172 особи (2011).
У 1975-1998 роках село належало до Кросненського воєводства.

## Демографія
Демографічна структура станом на 31 березня 2011 року:
|          | Загалом | Допрацездатний вік | Працездатний вік | Постпрацездатний вік |
| -------- | ------- | ------------------ | ---------------- | -------------------- |
| Чоловіки | 568     | 115                | 398              | 55                   |
| Жінки    | 604     | 100                | 329              | 175                  |
| Разом    | 1172    | 215                | 727              | 230                  |